# Perissandria lutea
Perissandria lutea là một loài bướm đêm trong họ Noctuidae.